# Трифоновская улица
Три́фоновская у́лица  (ранее отдельные части Трифоновский переулок, Бахметьевский переулок) — улица в Центральном и Северо-Восточном административном округе города Москвы. Проходит от улицы Образцова до проспекта Мира. Нумерация домов ведётся от улицы Образцова.

## Описание

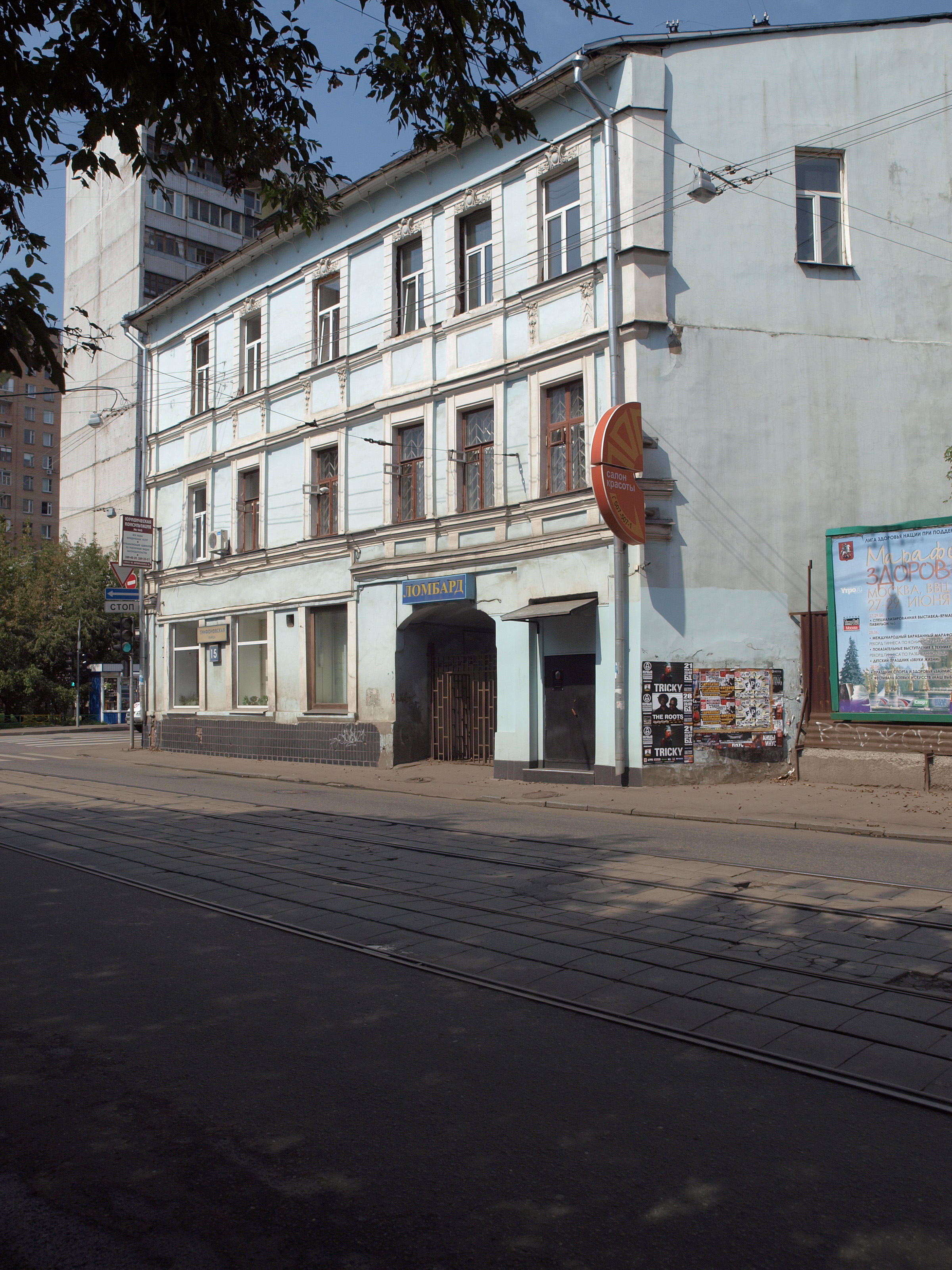
Трифоновская, 15/26 на углу с Октябрьской.

Трифоновская улица идёт с запада на восток, на заключительном отрезке с юго-запада на северо-восток. Улицу пересекают Октябрьский переулок, Октябрьская улица, улица Советской Армии, Олимпийский проспект, улица Гиляровского. Справа на улицу выходят Трифоновский тупик, Орловский переулок, улица Щепкина, слева — улица Верземнека. Длина улицы — 1 км 600 метров.

## Происхождение названия
Улица названа по своей главной достопримечательности — церкви Трифона в Напрудном, жемчужине древней московской архитектуры.

## История
Восточная часть улицы между современными Олимпийским проспектом и проспектом Мира, повторяет очертания реки Напрудной, притока Неглинной (ныне взята в трубу).
По названию реки получило имя село Напрудное, ставшее после включения в состав Москвы Напрудной слободой.
Центральная улица слободы называлась Трифоновской улицей или Трифоновским переулком по названию древней церкви Трифона в Напрудном.
В 1954 году к Трифоновской улице был присоединён Бахметьевский переулок, в результате чего улица удлинилась до улицы Образцова.

## Примечательные здания и сооружения
По нечётной стороне:
- № 11 — жилой дом. Здесь жил режиссёр А. Г. Товстоногов[1].

По чётной стороне:
- № 38 — Церковь Трифона в Напрудном — один из наиболее ранних сохранившихся памятников архитектуры Москвы; построена в конце XV века.
- № 24 — Армянский храмовый комплекс — комплекс зданий, принадлежащий Армянской апостольской церкви и включающий в себя собор, часовню и ряд административных и культурных зданий.

## Транспорт

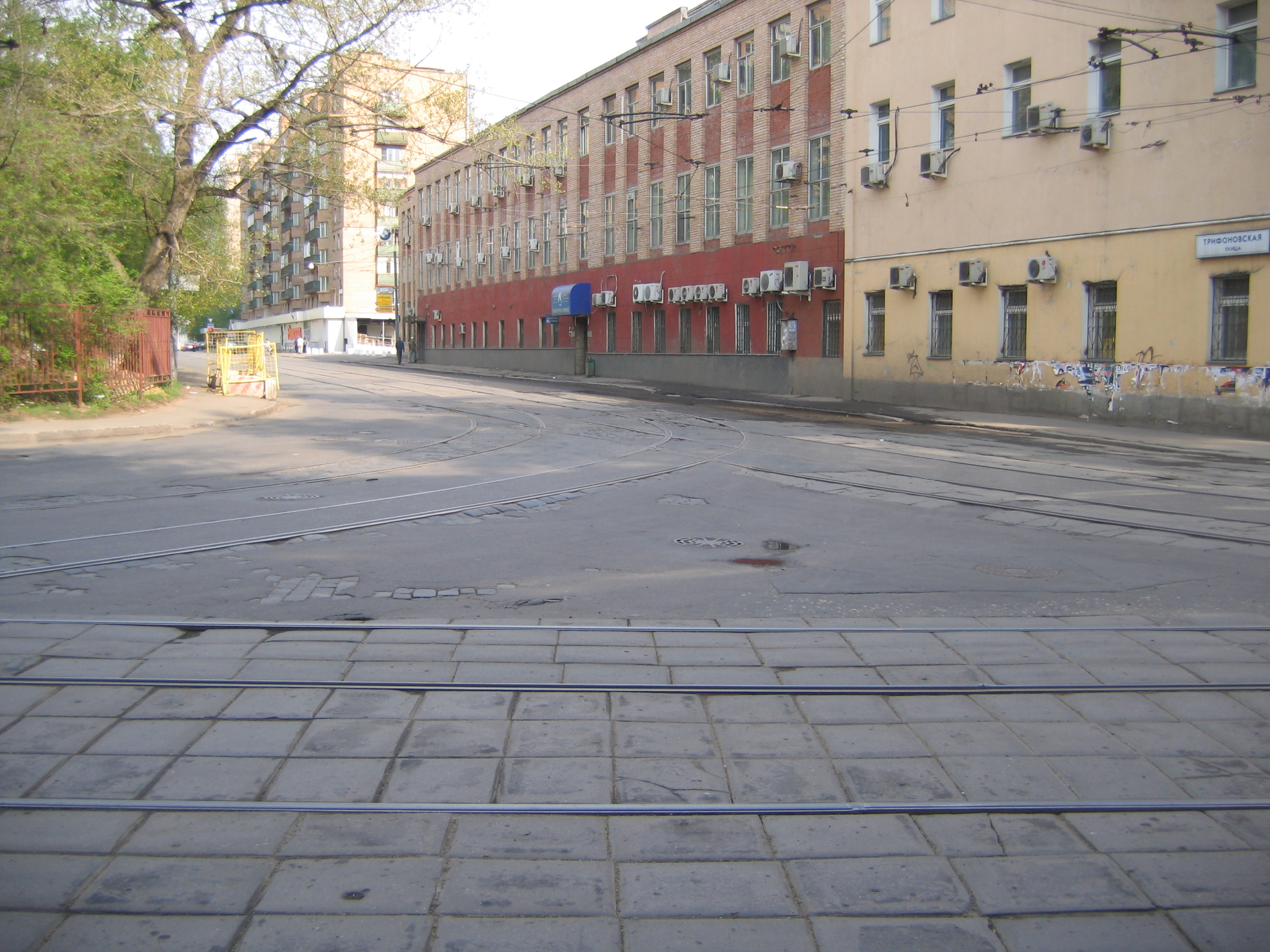
Начало Трифоновской улицы с недействующим трамвайным треугольником

Ближайшие к улице станции метро Рижская (радиальная), Рижская (кольцевая), Марьина Роща (радиальная), Марьина Роща (кольцевая) и Достоевская.
По улице проходят автобусы м53, 519, с510.
По Трифоновской улице проходит трамвайная линия, однако в 1995 году, после ликвидации линии по проспекту Мира и у Рижского вокзала, движение было закрыто. Пути и контактная сеть частично сняты, стрелки зашиты. По состоянию на 2024 год на этой улице и на соседней улице Гиляровского являются последними в Москве недемонтированными и заброшенными путями .
17 мая 2024 года было заявлено о начале работ по восстановлению трамвайной линии на Трифоновской улице.
28 мая 2024 года началась реконструкция трамвайных путей по Трифоновской улице до Рижского вокзала.